# El paseo de Andalucía
La Promenade en Andalousie
El paseo de Andalucía (« La Promenade d'Andalousie » ou La Maja y los embozados — « La Maja et les masques ») est une peinture de Francisco de Goya réalisée en 1776 qui fait partie de la deuxième série de cartons pour tapisserie destinée à la salle à manger du Prince des Asturies au Palais du Pardo.

## Contexte de l'œuvre
Tous les tableaux de la deuxième série sont destinés à la salle à manger du Prince des Asturies, c'est-à-dire de celui qui allait devenir Charles IV et de son épouse Marie Louise de Parme, au palais du Pardo. Le tableau fut livré à la Fabrique royale de tapisserie le 12 août 1777.
Il fut considéré perdu jusqu'en 1869, lorsque la toile fut découverte dans le sous-sol du Palais royal de Madrid par Gregorio Cruzada Villaamil, et fut remise au musée du Prado en 1870 par les ordonnances du 19 janvier et du 9 février 1870, où elle est exposée dans la salle 85. La toile est citée pour la première fois dans le catalogue du musée du Prado en 1876.
La série était composée de La Merienda a orillas del Manzanares, Baile a orillas del Manzanares, La Riña en la Venta Nueva, La Riña en el Mesón del Gallo, El Paseo de Andalucía, El Bebedor, El Quitasol, La cometa, Jugadores de naipes, Niños inflando una vejiga, Muchachos cogiendo frutas et El Atraco.

## Analyse
La promenade Andalousie est également connue comme la Maja et les masques. C'est un antécédent des gravures des Caprichos où l'amour, la jalousie et l'intrigue sont au centre de la composition. 
Comme pour le reste de ses séries Goya exploita des scènes campagnardes. Les couleurs sont également claires et vives. Les détails des costumes, goyesques, sont très précis, en particulier ceux de la Maja, jeune femme au centre de l'intrigue.

## Postérité
La Promenade en Andalousie a été exposée dans le Pavillon de l'Espagne lors de l'Exposition universelle de 1992.